# Rhynchotropis marginata
Rhynchotropis marginata är en ärtväxtart som först beskrevs av Nicholas Edward Brown, och fick sitt nu gällande namn av Jan Bevington Gillett. Rhynchotropis marginata ingår i släktet Rhynchotropis och familjen ärtväxter. IUCN kategoriserar arten globalt som livskraftig. Inga underarter finns listade i Catalogue of Life.